# شب جمعه گذشته (تی‌جی‌آی‌اف)
جمعه شب گذشته (تی‌جی‌آی‌اف) (به انگلیسی: (.Last Friday Night (T.G.I.F) نام یکی از تک‌آهنگ‌های مشهور کتی پری است. این ترانه توسط پری، دکتر لوقا، ماکس مارتین، و بانی مک نوشته شده، و توسط دکتر لوک و مکس مارتین تولید شده‌است. این ترانه تک پنجم از آلبوم استودیویی سوم او، رویای نوجوانی است. همچنین این ترانه شماره ۲ را در ۱۰۰ اثر برتر بیلبورد آمریکا و شماره ۱ در ۱۰۰ اثر برتر کانادا بدست آورد. همچون بیشتر آهنگ‌های قبلی پری از جمله تک‌آهنگ رویای نوجوانی، در صدر آهنگ‌های داغ دیجیتال، پاپ رادیو، و کلوپ رقص داغ بوده‌است. تا تاریخ ۱۰ آگوست ۲۰۱۱، "آخرین شب جمعه (TGIF)" در ایالات متحده بیش از ۱۸۸۱۰۰۰ نسخه به فروش رسانده‌است.